# Josecarlos Van Rankin
Josecarlos Van Rankin Galland (Città del Messico, 14 maggio 1993) è un calciatore messicano, difensore svincolato.